# Teresina Bontempi
Teresina Bontempi (Locarno, 8 luglio 1883 – Cevio, 1968) è stata una giornalista svizzera, figlia di italiani emigrati, fu una delle prime giornaliste ticinesi.
La Bontempi fu anche una scrittrice irredentista del Canton Ticino.

## Biografia
Il suo nome è legato all'irredentismo del Canton Ticino e al giornale "L'Adula" di cui fu la direttrice. Fu un personaggio al centro di continue polemiche in Ticino e nella Svizzera tutta, in particolare fra il 1912 e il 1936.
Il padre, Giacomo, fu segretario del "Dipartimento della pubblica educazione" del Cantone Ticino e Teresina seguì gli studi magistrali diventando Ispettrice delle scuole elementari del Cantone.
Fu allieva prediletta di Maria Montessori di cui introdusse nel Cantone i suoi nuovi metodi pedagogici.
L'attività politico-culturale di Teresina Bontempi va inquadrata nella grave condizione economico-sociale nella quale versava il Ticino fra le due guerre mondiali, anche con riferimento alla cultura e alla lingua italiane, con le conseguenti Rivendicazioni presentate alle autorità federali nel 1924 e appoggiate da tutti i partiti ticinesi.
Assieme con un'amica, Rosetta Colombi, che sposò poi Piero Parini, gerarca fascista, fondò la rivista "L'Adula" (dal nome della cima che divide il Ticino dalla zona germanofona), stampato a Bellinzona, in cui denunciava soprattutto la progressiva tedeschizzazione alla quale andava soggetto il Canton Ticino. Successivamente i toni del giornale si acuirono verso simpatie irredentiste e infine filofasciste. Al giornale collaborarono noti esponenti della cultura, non solo ticinese, ma anche del Regno: ricordiamo Giuseppe Prezzolini (che nel 1912 aprì sulla "Voce" un dibattito sull'italianità del Ticino e nel 1913 riservò un numero della rivista al tema con la partecipazione fra gli altri di Francesco Chiesa), Giovanni Papini, Giani Stuparich, Scipio Slataper e altri.
Le autorità elvetiche cominciarono a perseguitarla, prima sospendendo più volte il giornale, quindi allontanandola dall'insegnamento. Nel 1935 fu accusata di tradimento della Patria e condannata per irredentismo ad alcuni mesi di prigione, che scontò nel penitenziario di Lugano.
Ritiratasi da ogni attività, dal 1936 al 1945 risiedette presso il fratello a Parma. Rientrata in Svizzera, dapprima venne relegata nel comune avito di Menzonio ed in seguito andò all'ospedale di Cevio dove si spense in perfetta solitudine e volutamente dimenticata. Solo Elda Simonett-Giovanoli la ricordò successivamente per la sua difesa dell'italianità del Ticino.

## Opere
Nel suo esilio in Italia la Bontempi scrisse il suo Diario di prigionia, pubblicato con successo nel dopoguerra.